# Tōru Kobayashi
Pour les articles homonymes, voir Kobayashi.
Tōru Kobayashi (小林徹) est un astronome japonais.
Il était actif dans les années 1970, travaillant à Imadate dans la préfecture de Fukui.
Il a codécouvert la comète C/1975 N1 (Kobayashi-Berger-Milon) (it).
Il ne doit pas être confondu avec d'autres astronomes japonais : Takao Kobayashi, qui a découvert la comète périodique 440P/Kobayashi et plus de 2000 astéroïdes, et Jurō Kobayashi, qui a découvert deux astéroïdes.